# Torneo de Florianópolis 2024
El MundoTenis Open 2024 fue un torneo de tenis profesional jugado en canchas de tierra batida al aire libre. Se trató de la 6.ª edición del torneo que formó parte de los Torneos WTA 125s en 2024. Se llevó a cabo en Florianópolis, Brasil, entre el 2 de diciembre al 8 de diciembre de 2024.

## Cabezas de serie

### Individuales
| Tenista           | Ranking | Preclasificada |
| María Carlé       | 81      | 1              |
| Mayar Sherif      | 93      | 2              |
| Julia Riera       | 112     | 3              |
| Darja Semeņistaja | 121     | 4              |
| Laura Pigossi     | 129     | 5              |
| Panna Udvardy     | 159     | 6              |
| Maja Chwalińska   | 161     | 7              |
| Léolia Jeanjean   | 171     | 8              |

- Ranking del 25 de noviembre de 2024.

### Dobles
| Tenista                                | Ranking | Preclasificada |
| Jessie Aney Amina Anshba               | 239     | 1              |
| Ingrid Martins Despina Papamichail     | 243     | 2              |
| Nicole Fossa Huergo Valeriya Strakhova | 298     | 3              |
| Mayar Sherif Nina Stojanović           | 335     | 4              |

## Campeonas

### Individuales femeninos
Maja Chwalińska venció a  Ylena In-Albon por 6–1, 6–2

### Dobles femenino
Maja Chwalińska /  Laura Pigossi vencieron a  Nicole Fossa Huergo /  Valeriya Strakhova por 7–6(3), 6–3